# لایکا ۲
لایکا ۲ (به انگلیسی: Leica II) یک دوربین عکاسی تک‌لنزی بازتابی ساخت شرکت لایکا است.